# 千枚岩
千枚岩（英語：Phyllite）是一种浅变质的岩石，是泥质、粉沙质或中酸性凝灰岩等岩石经过区域变质作用而形成的，具有千枚状构造，一般颜色较浅，为黄色、绿色、褐色或灰色。原岩性质与板岩类似，经过变质作用后，原岩中的物质也大部分重结晶，生成石英、绢云母、绿泥石等，揉皱构造普遍。
千枚岩的分类命名一般根据其颜色和成分，如黄色绢云母千枚岩；灰绿色泥石千枚岩等。